# Acromares vittatum
Acromares vittatum is een hooiwagen uit de familie Cosmetidae. De wetenschappelijke naam van Acromares vittatum gaat  terug op C.J.Goodnight & M.L.Goodnight.